# Province de Bueng Kan
La province de Bueng Kan est une province du nord-est de la Thaïlande (Isan) créée le 23 mars 2011 par scission de la Province de Nong Khai. Sa capitale est Bueng Kan.

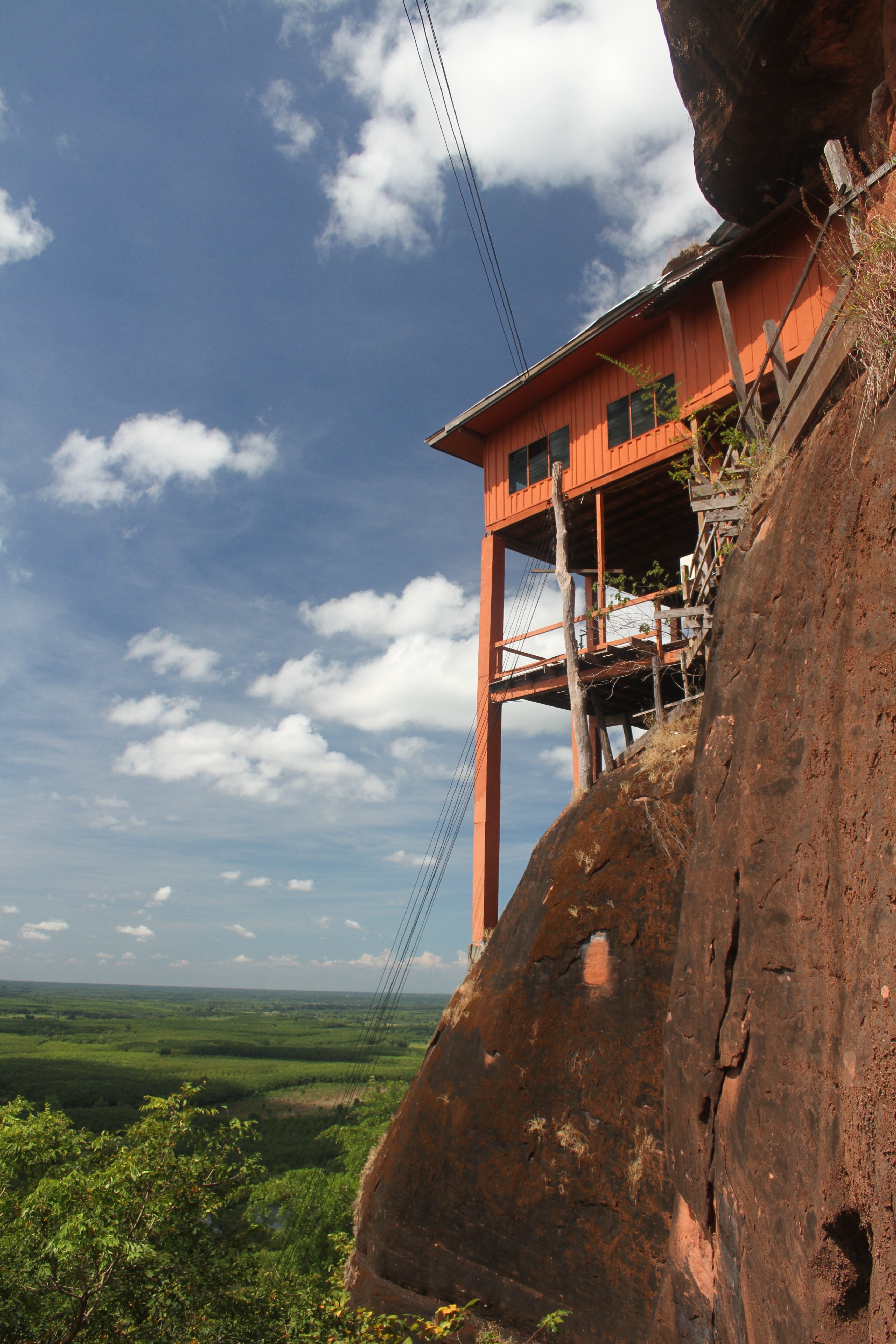
Côté falaise, Phu Thok

## Géographie
La nouvelle province se situe à l'angle nord-est de la Thaïlande. Elle est limitrophe du Laos au nord et à l'est (province de Borikhamxay), dont elle est séparée par le Mékong. Au sud-est, elle borde la province de Nakhon Phanom, au sud la province de Sakon Nakhon et à l'ouest la province de Nong Khai.

## Divisions administratives

Carte des districts de la province.

La province reprend les 8 districts (amphoe) de l'est de la province de Nong Khai. Ces districts sont divisés en 53 sous-districts (tambon) et 615 villages (muban).
1. Mueang Bueng Kan
2. Phon Charoen
3. So Phisai
4. Seka
5. Pak Khat
6. Bueng Khong Long
7. Si Wilai
8. Bung Khla